# Haelen
Haelen è una località olandese situata nel comune di Leudal, nella provincia del Limburgo. Dal 1º gennaio 2007, ha formato dall'aggregazione dei comuni precedenti di Heythuysen, Hunsel e Roggel en Neer, il nuovo comune di Leudal.